# Jutta Claricia von Thüringen

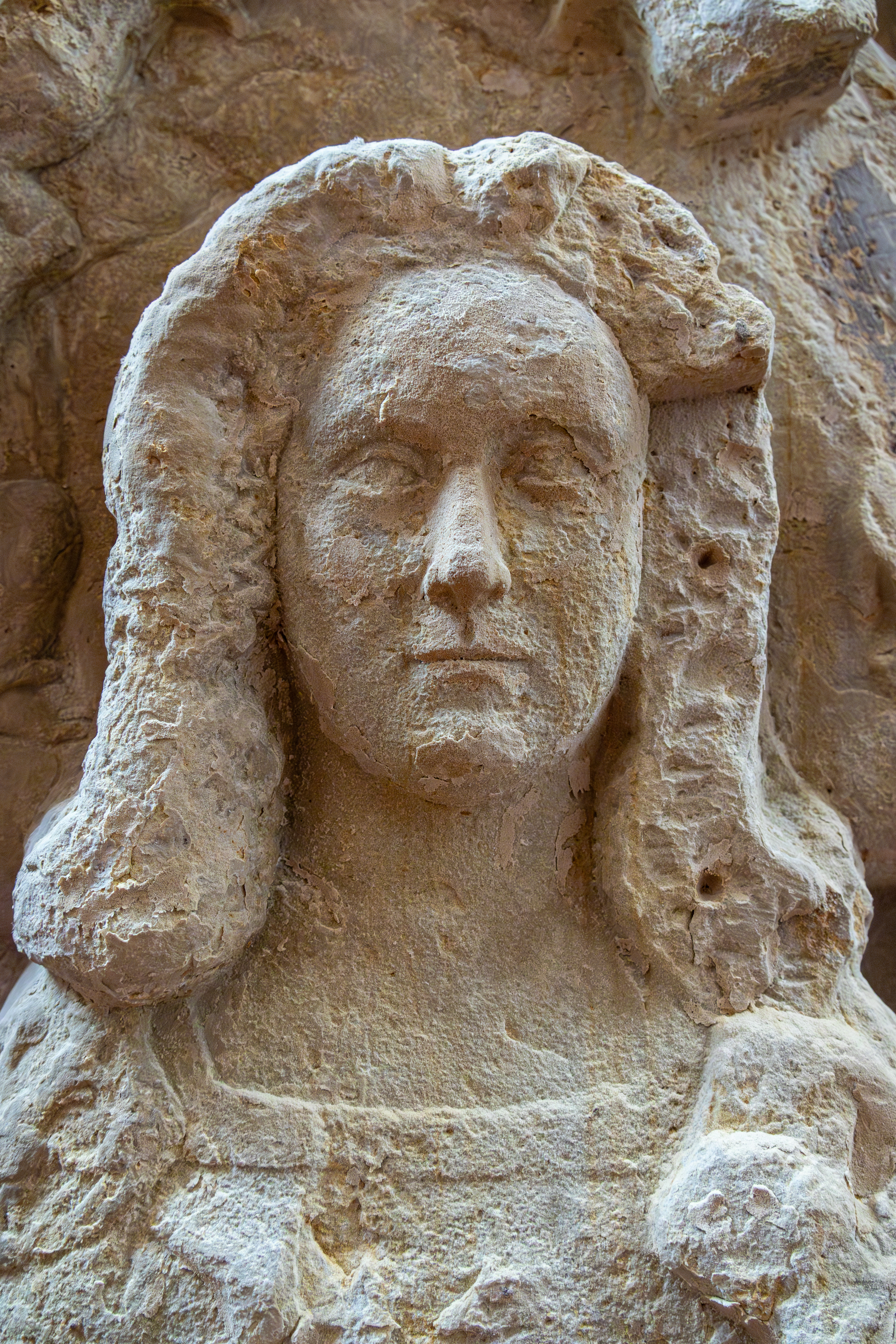
Darstellung Juttas auf ihrer Grabplatte in der Georgenkirche (Eisenach)

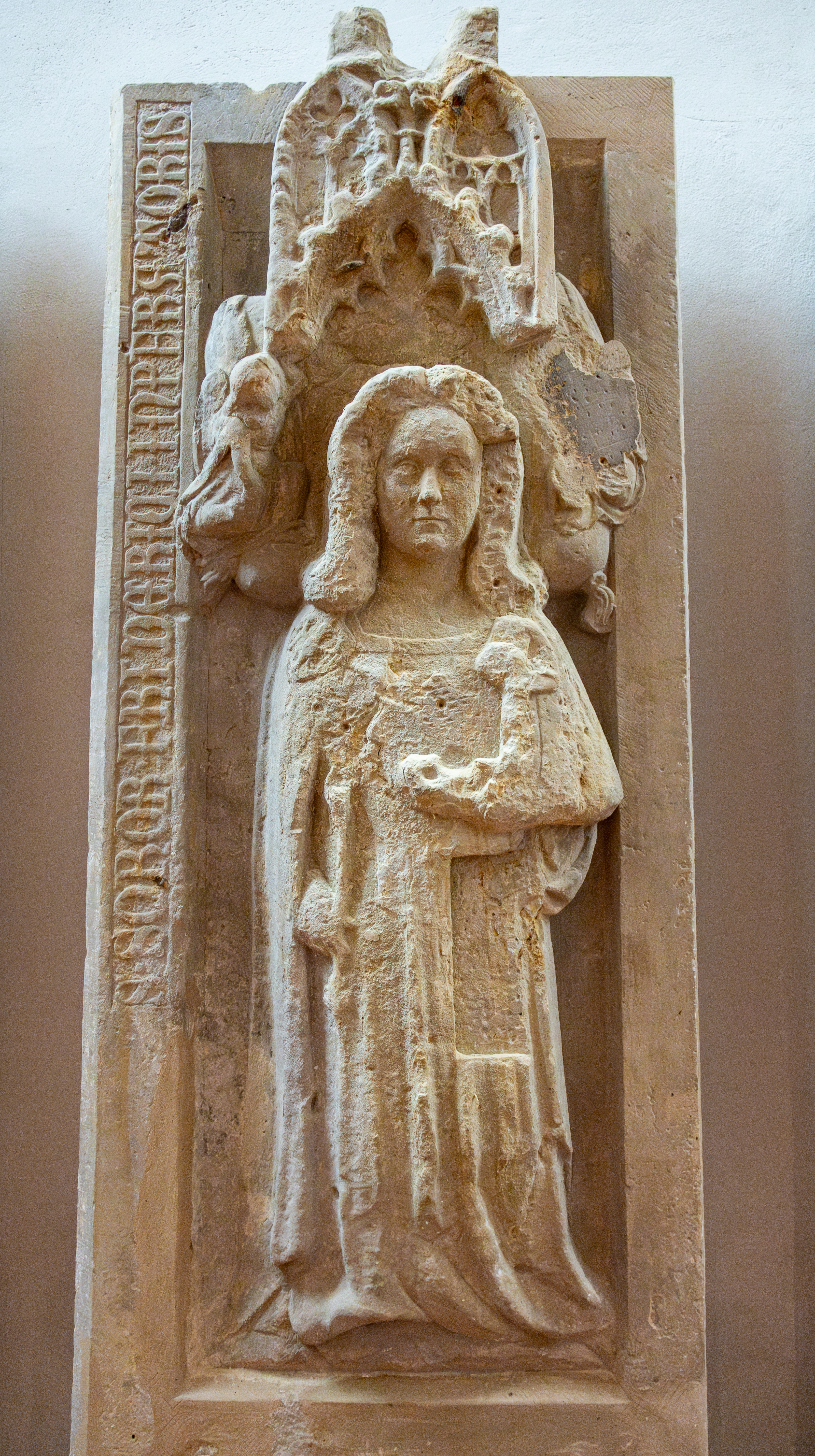
Posthume Grabplatte der Jutta Claricia von Thüringen als Teil der Landgrafensteine in der Georgenkirche (Eisenach)

Jutta Claricia von Thüringen oder Judith von Schwaben (* um 1133/1134; † 7. Juli 1191) aus dem Geschlecht der Staufer war ab 1150 Landgräfin von Thüringen, durch die Ehe mit Ludwig II.

## Leben
Judith war die Tochter Friedrichs II., Herzog von Schwaben und dessen zweiter Ehefrau, Agnes von Saarbrücken. Friedrich I., ab 1152 König des Heiligen Römischen Reiches, war ihr Halbbruder. Der Taufname Judith wurde später zu Jutta, teilweise auch zu Guta oder der lateinischen Form Clementia. Von manchen wurde sie auch Claritia oder Claricia genannt.
Durch die wohl vom Stauferkaiser Konrad III. gestiftete Ehe wurden die Ludowinger politisch enger an die Staufer gebunden, was für beide Seiten eine Stärkung in der Auseinandersetzung mit den Welfen unter Herzog Heinrich dem Löwen bedeutete.
Jutta beauftragte 1168 den Bau der Burg Weißensee, später genannt Runneburg. Der Bauplatz der Burg lag günstig auf halbem Weg zwischen der Wartburg und der Neuenburg. Die Klage gegen den Bau des benachbarten Grafen von Beichlingen wurde von Friedrich I. zu Gunsten seiner Schwester abgewiesen. Die Burg Weißensee war eine der bedeutenden Residenzen der Landgrafen und wegen ihrer Lage an der Thüringer Pforte auch bei kriegerischen Auseinandersetzungen strategisch bedeutend, so war der Besitz der Burg bspw. von großer Bedeutung während des Hessisch-thüringischen Erbfolgekriegs.
Jutta wurde im Kloster Reinhardsbrunn, dem Hauskloster der Ludowinger begraben.

## Nachkommen
- Ludwig III. d. Fromme (1151–1190)
- Friedrich, verheiratet mit Lukardis v. Ziegenhain
- Hermann I. († 1217), verheiratet mit 1. Sophie v. Sommerschenburg, 2. Sophie v. Bayern
- Heinrich Raspe III. († 1180)
- Jutta, verheiratet mit Hermann III. Gf. v. Ravensberg

## Die Grabplatte der Landgräfin Jutta
Ihr Epitaph (Grabplatte) steht im Chor der Georgenkirche in Eisenach, es wurde in der 2. Hälfte des 14. Jahrhunderts im gotischen Stil in Reinhardsbrunn gefertigt. Die Grabplatte ist demnach eine nachträgliche Schöpfung, die nach der teilweisen Zerstörung des Klosters durch einen Brand 1292 entstanden ist. Kunsthistoriker, u. a. Otto Buchner, haben die Reinhardsbrunner Grabplatten der Ludowinger Erasmus Postar, Mönch in Reinhardsbrunn zugeschrieben. Die Platte Judiths wurde wohl etwas später als diese gefertigt und weist eine geringere handwerkliche Qualität auf.
Die Gräfin hält in ihrem linken angewinkelten Arm plattenparallel einen Schoßhund, während die Rechte ein Zepter hält. Ihr Haupt überfängt ein weit vorkragender Turmstumpf-Baldachin. Zwei Engel halten von der Seite her ein Kissen hinter ihrem Kopf, dem der Baldachin in gedrängt erscheinender Manier aufzusitzen scheint.
Die Inschrift ist S. SOROR FRIDERICI INPERATORIS (Schwester des Kaisers Friedrich), die kaiserliche Schwester war Zeichen des Aufstiegs der Ludowinger, daher wurde ihre familiäre Herkunft in der Inschrift nochmals betont.